# Колледімачине
Колледімачине (італ. Colledimacine) — муніципалітет в Італії, у регіоні Абруццо,  провінція К'єті.
Колледімачине розташоване на відстані близько 145 км на схід від Рима, 80 км на південний схід від Л'Аквіли, 39 км на південь від К'єті.
Населення — 203 особи (2014).
Щорічний фестиваль відбувається 11 серпня. 

## Демографія
Населення за роками:

Станом на 1 січня 2023 року в муніципалітеті офіційно проживали 3 іноземці з 2 країн, серед них 3 громадяни країн Євросоюзу.

## Сусідні муніципалітети
- Лама-дей-Пеліньї
- Леттопалена
- Монтенеродомо
- Таранта-Пелінья
- Торричелла-Пелінья